# Lacourt
Lacourt (Okzitanisch: La Cort) ist eine französische Gemeinde mit 201 Einwohnern (Stand: 1. Januar 2022) im Département Ariège in der Region Okzitanien; sie gehört zum Arrondissement Saint-Girons, zum Gemeindeverband Couserans-Pyrénées und zum Kanton Couserans Est. Die Einwohner werden Lacourtais/Lacourtaises genannt.

## Geografie
Lacourt liegt rund 77 Kilometer südsüdwestlich der Stadt Toulouse im Westen des Départements Ariège. Die Gemeinde besteht aus dem Dorf Lacourt, den Weilern Chunaut, Espou, Milas und Sengouagneich, Streusiedlungen und Einzelgehöften. Durch die Gemeinde fließt der Fluss Salat in nördlicher Richtung. Lacourt liegt innerhalb des Regionalen Naturparks Pyrénées Ariégeoises. Weite Teile der Gemeinde sind Bergland und bewaldet. Höchster Punkt ist der Table des Quatre Seigneurs im Westen der Gemeinde. Verkehrstechnisch liegt die Gemeinde an der D3.
Umgeben wird Lacourt von den Nachbargemeinden Eycheil im Nordwesten und Norden, Encourtiech im Norden, Rivèrenert im Nordosten, Erp im Osten, Soueix-Rogalle im Südosten und Süden, Alos im Südwesten und Westen sowie Moulis im Westen. 

## Geschichte
Im 12. Jahrhundert wird das vom Herzog von Couserans erbaute Schloss Château de Chunaut erwähnt. Im Mittelalter lag der Ort innerhalb der Provinz Couserans, die wiederum ein Teil der Provinz Gascogne war. Die Gemeinde gehörte von 1793 bis 1801 zum District Saint-Girons. Zudem lag Lacourt von 1793 bis 2015 innerhalb des Kantons Saint-Girons. Die Gemeinde ist seit 1801 dem Arrondissement Saint-Girons zugeteilt. Lacourt entstand in seiner heutigen Form in den Jahren 1790 bis 1794, als sich Lacourt und Espou zur heutigen Gemeinde vereinigten.

## Bevölkerungsentwicklung
| Jahr                       | 1962 | 1968 | 1975 | 1982 | 1990 | 1999 | 2006 | 2014 | 2019 |
| Einwohner                  | 427  | 429  | 356  | 361  | 279  | 264  | 211  | 203  | 193  |
| Quellen: Cassini und INSEE |      |      |      |      |      |      |      |      |      |

## Sehenswürdigkeiten
- Kirche Saint-Pierre-aux-Liens
- Gedenkplatte für die Gefallenen[1]
- Höhle Grotte de Charblac und zahlreiche weitere Höhlen
- Brücke aus dem 18. Jahrhundert über den Salat
- zahlreiche Wegkreuze (darunter Croix de la Baraque, Croix de la Lauze und Croix de Sournis)
- Überreste des Château de Chunaut aus dem 12. Jahrhundert

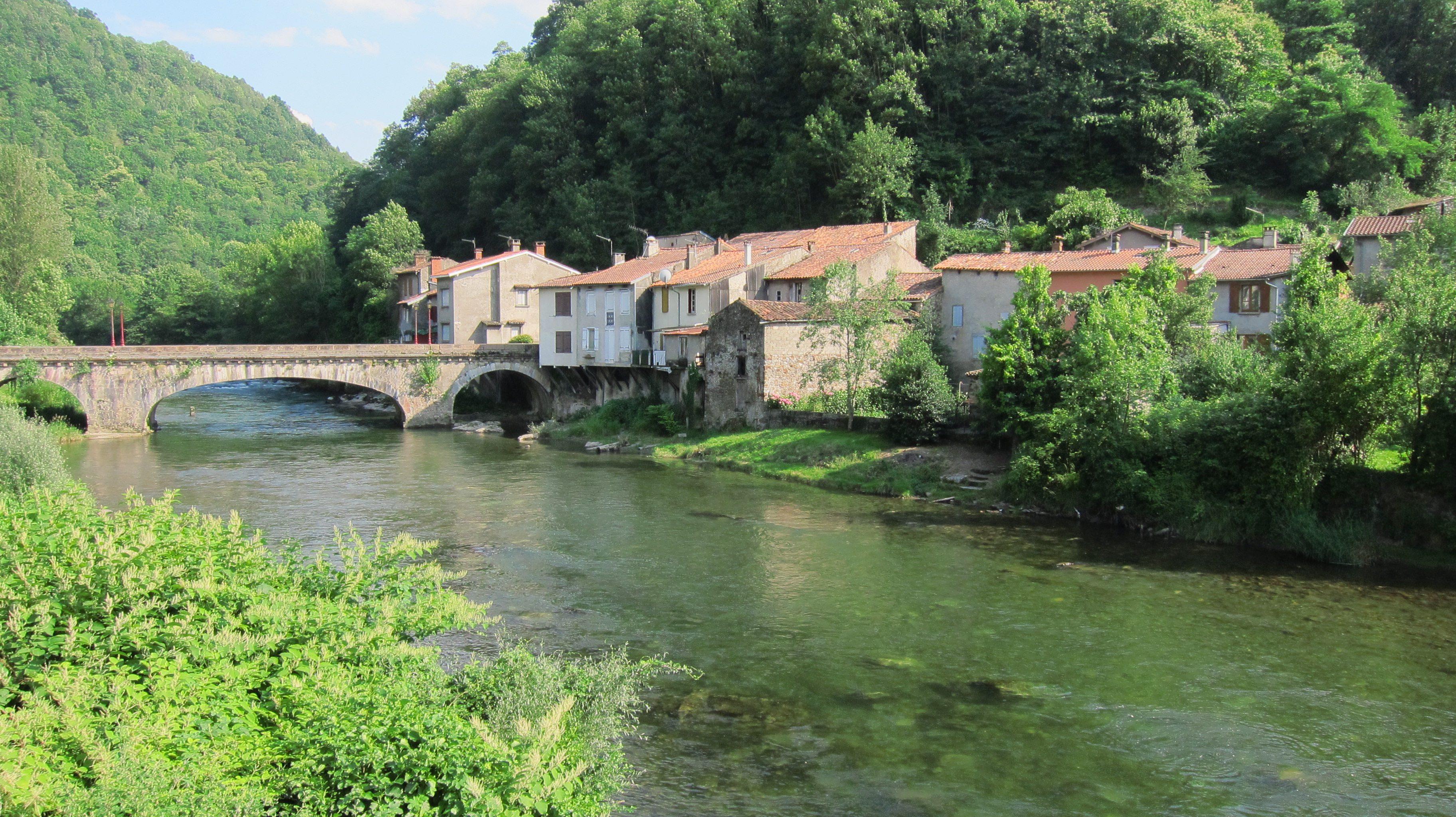
Ortsteil Nabech mit Brücke über den Fluss Salat
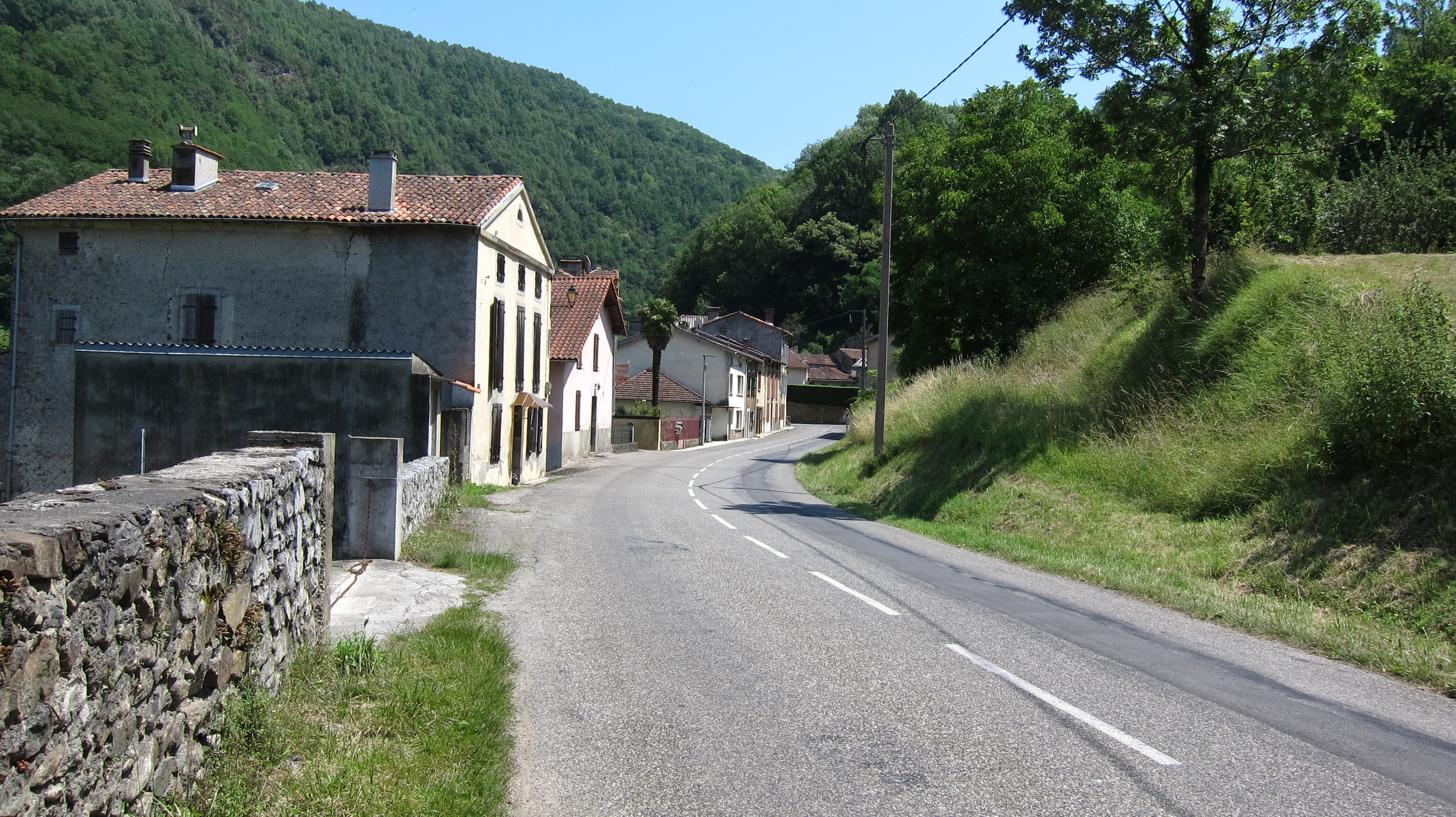
Ortseingang von Lacourt
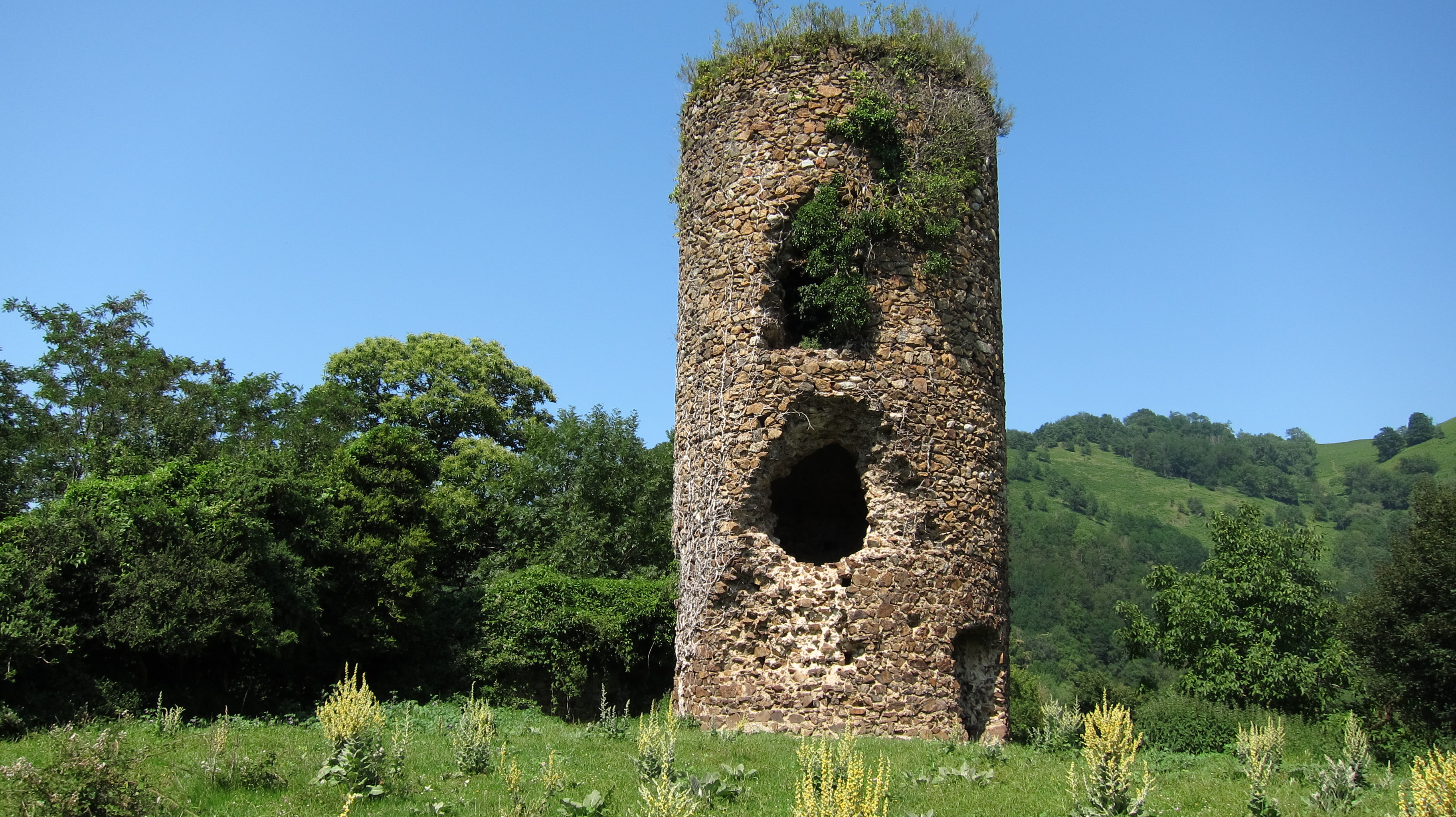
Überreste des Château de Chunaut